# 森田隆和
森田 隆和（もりた たかかず、1945年2月10日 - ）は、大阪府出身の実業家。参天製薬の経営者である。

## 人物
2000年6月、参天製薬の一般大衆向け目薬に何者かが異物を混入したとの偽情報をもとに発生した同社に対する脅迫事件では、当時の社長・森田が当該商品について、全国の店頭からの一斉回収を決断したが、事件発生から9日後には、商品に「ひとみ・すこやか・ラッピング」というプラスチック製包装をして消費者に新たな信頼と安心感を与えることで、販売を再開した。これにより、会社の損失を最小限に抑え、速やかにブランドの信用を回復させた。
また、その対応の見事さは、以後、企業における危機管理のお手本とされた。
2006年7月、参天製薬の最初の海外生産拠点である中国・蘇州工業園区に於ける工場建設では、参天製薬の代表取締役会長ならびに参天製薬（中国）有限会社の役員として、その起工式に参列し、中国共産党・蘇州市委員会副書記の王金華と会見した。

## 履歴
- 1963年 大阪府立高津高等学校 卒業
- 1967年 慶應義塾大学工学部 卒業
- 1981年 慶應義塾大学大学院経営管理研究科 修了
- 2006年6月 参天製薬・社長から代表取締役会長兼CEOに就任
- 2010年5月 参天製薬取締役相談役
- 2011年6月 参天製薬相談役